# Kolonia (geografia polityczna)
Kolonia (z łac. colonia „osada rolnicza”) – posiadłość państwa, nazywanego krajem macierzystym bądź metropolią, znajdująca się poza jego granicami i podlegająca bezpośredniej zależności politycznej i gospodarczej. Pierwsze kolonie zakładano już w starożytności w rejonie morza Śródziemnego, w okresie tak zwanej wielkiej kolonizacji greckiej. Najwięcej kolonii powstało w efekcie wielkich odkryć geograficznych. Do XIX wieku obie Ameryki, Azja, Afryka i Australia zostały spenetrowane przez europejskich osadników. Polityka promująca zajmowanie terytoriów zamorskich przez państwa wysoko rozwinięte określona została mianem kolonializmu.
Proces likwidacji kolonii zapoczątkowany został przez przekształcenie trzynastu brytyjskich kolonii w Ameryce Północnej w niepodległe Stany Zjednoczone. Ameryka Południowa spod zależności kolonialnej uwolniona została w okresie wojen napoleońskich. Najpóźniej dekolonizacja dotarła do Azji i Afryki. Większość kolonii ulokowanych na tych kontynentach zyskała niezależność dopiero w latach 60. XX wieku.
Współczesne kolonie są w większości niewielkimi terytoriami wyspiarskimi. Oficjalnie określa się je mianem terytoriów zależnych lub terytoriów zamorskich. Ich lista sporządzona przez ONZ zawiera obecnie 17 pozycji.
Kolonię od państwa marionetkowego lub protektoratu odróżnia brak niezależnych struktur władzy oraz odrębnych organów prowadzących w jej imieniu politykę zagraniczną. Zarówno pierwsze jak i drugie (jeśli w ogóle istnieją) są podporządkowane metropolii.

## Definicje
Współcześnie przyjmuje się, że terminy „kolonia” i „terytorium zależne” posiadają odmienne znaczenie. Pierwszy odnosi się do terytoriów, które przynajmniej częściowo są zamieszkane przez rdzenną ludność (autochtonów), nieposiadającą pełnych praw obywatelskich. Organy przedstawicielskie władzy nie istnieją lub nie mają realnych kompetencji. Wykluczona jest możliwość przyznania niepodległości. Populacja dzieli się na osadników posiadających pozycję dominującą i zwykle znacznie liczniejszą a przy tym dyskryminowaną ludność tubylczą. System władzy oraz wzorce kulturowe narzucane są przez metropolię. W niektórych przypadkach rdzenna ludność wykorzystywana jest w roli taniej, bądź wręcz niewolniczej siły roboczej.
Drugi termin (terytorium zależne) odnosi się do posiadłości zamorskich, w których wszyscy mieszkańcy, niezależnie od pochodzenia, posiadają równe prawa, w tym prawo do legalnego ogłoszenia niepodległości. Niekiedy kolonia staje się terytorium zależnym w efekcie zmiany stosunku liczebnego pomiędzy osadnikami i tubylcami. Przewaga pierwszych, optujących za zachowaniem zależności względem metropolii może prowadzić do konfliktów z mniej licznymi potomkami rdzennej ludności.
Mianem kolonii określa się niekiedy państwa, które wprawdzie ogłosiły niepodległość, ale wciąż znajdują się pod wpływem byłej metropolii, bądź władze w nich nadal sprawuje złożona z potomków osadników mniejszość. Tego typu sytuacja wystąpiła m.in. po ogłoszeniu Jednostronnej Deklaracji Niepodległości Rodezji.
Pojęcie „nieformalna kolonia” odnosi się do państw znajdujących się de facto pod obcą kontrolą. Termin ten jest sporny ze względu na trudność w odróżnieniu zależności od realnego podporządkowania.

## Przykłady kolonii historycznych

### Starożytność
- Kolonie asyryjskie: Babilonia
- Kolonie fenickie: Kartagina
- Kolonie greckie: Neapol, Durres, Cyrena
- Kolonie rzymskie: Kolonia (Colonia Agrippinensis), Lincoln (Lindum Colonia)

### Nowożytność

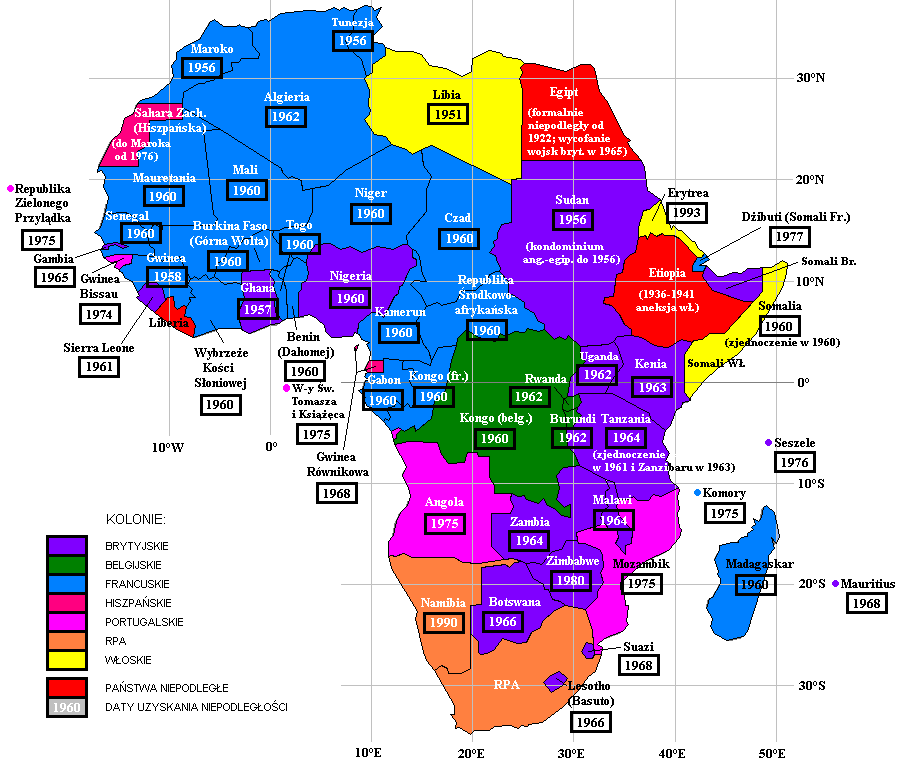
Mapa przedstawiająca dekolonizację Afryki – zaznaczono daty uzyskania niepodległości przez poszczególne państwa oraz podział na kolonie.

- Kolonie belgijskie: Kongo Belgijskie
- kolonie brytyjskie: Nowa Anglia, Nowa Południowa Walia, Indie, Kanada, Rodezja, Nowa Zelandia
- Kolonie duńskie: Grenlandia, Wyspy Owcze, Duńskie Indie Zachodnie
- Kolonie francuskie: Algieria, Francuska Afryka Zachodnia, Francuska Afryka Równikowa, Indochiny Francuskie
- Kolonie hiszpańskie: Wicekrólestwo Peru, Nowa Hiszpania, Gwinea Hiszpańska
- Kolonie holenderskie: Holenderskie Indie Wschodnie, Gujana Holenderska, Antyle Holenderskie
- Kolonie japońskie: Tajwan, Korea
- Kolonie niemieckie: Kamerun, Niemiecka Afryka Południowo-Zachodnia, Niemiecka Afryka Wschodnia, Togoland
- Kolonie portugalskie: Angola, Brazylia, Mozambik, Wyspy Zielonego Przylądka
- Kolonie rosyjskie: Alaska
- kolonie szwedzkie: Nowa Szwecja, Gwadelupa
- Kolonie włoskie: Libia, Somali Włoskie, Etiopia, Erytrea (3 ostatnie od 1936 r. istniały jako jedna kolonia Włoska Afryka Wschodnia)

## Kolonie współcześnie
Aktualnie żadna z byłych potęg kolonialnych nie posiada kolonii w tradycyjnym znaczeniu tego słowa. Większość dawnych kolonii odzyskała niepodległość. Pozostałym przyznano status terytoriów zamorskich lub zostały one zintegrowane z metropoliami.
Lista terytoriów zależnych sporządzona przez ONZ zawiera 17 pozycji, brakuje na niej jednak między innymi Portoryko, Marianów Płn. czy departamentów zamorskich i większości wspólnot zamorskich Francji, które również często określane są mianem kolonii/terytoriów zamorskich.
Aktualnie za terytoria zależne (niesamodzielne) uznawane są przez ONZ:
- Anguilla (Wielka Brytania)
- Bermudy (Wielka Brytania)

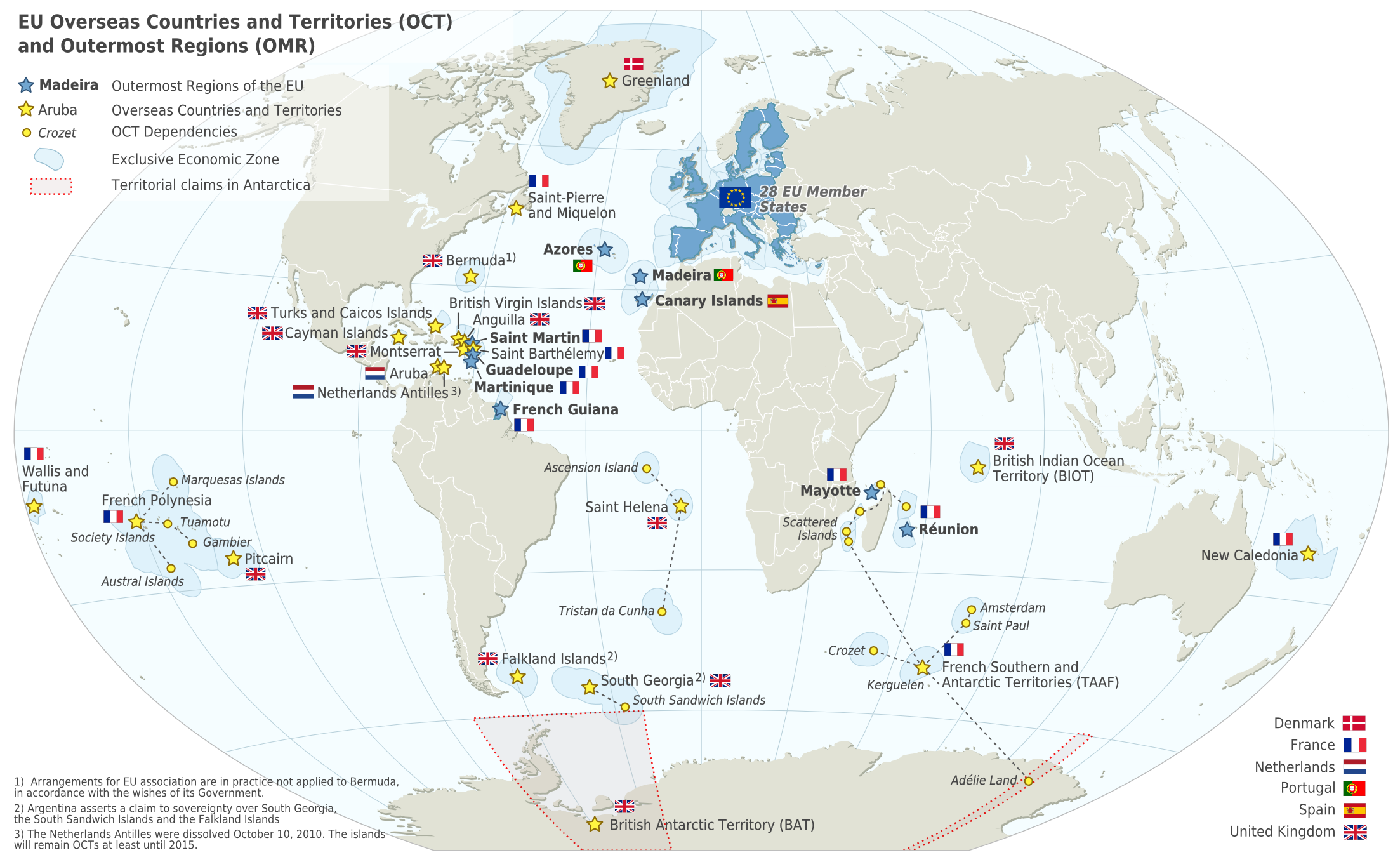
Obszary specjalne państw członkowskich Unii Europejskiej

- Brytyjskie Wyspy Dziewicze (Wielka Brytania)
- Kajmany (Wielka Brytania)
- Falklandy (Wielka Brytania)
- Montserrat (Wielka Brytania)
- Święta Helena (Wielka Brytania)
- Turks i Caicos (Wielka Brytania)
- Gibraltar (Wielka Brytania)
- Pitcairn (Wielka Brytania)
- Nowa Kaledonia (Francja)
- Polinezja Francuska (Francja)
- Wyspy Dziewicze Stanów Zjednoczonych (Stany Zjednoczone)
- Samoa Amerykańskie (Stany Zjednoczone)
- Guam (Stany Zjednoczone)
- Tokelau (Nowa Zelandia)
- Sahara Zachodnia (okupacja przez Maroko)